# Emiliano Martínez
Damián Emiliano Martínez (sinh ngày 2 tháng 9 năm 1992) là một cầu thủ bóng đá chuyên nghiệp người Argentina hiện đang thi đấu ở vị trí thủ môn cho câu lạc bộ Premier League Aston Villa và đội tuyển bóng đá quốc gia Argentina. Nổi tiếng nhờ khả năng phản xạ nhanh và sử dụng những thủ pháp đặc biệt trong việc cản phá loạt sút luân lưu, anh được đánh giá là một trong những thủ môn xuất sắc nhất thế giới trong thế hệ của mình.
Martínez được đào tạo tại các đội trẻ của Independiente trước khi chuyển đến Arsenal vào năm 2010. Tại Arsenal, anh từng là học viên dự bị, được cho nhiều câu lạc bộ Anh mượn, trước khi lọt vào đội hình xuất phát vào năm 2019, thi đấu cho Arsenal ở Premier League và giúp họ giành được FA Cup và FA Community Shield. Vào tháng 9 năm 2020, Martínez chuyển đến câu lạc bộ Premier League Aston Villa với giá chuyển nhượng 20 triệu bảng. Trong mùa giải đầu tiên của mình tại câu lạc bộ, anh đã giữ kỷ lục câu lạc bộ giữ sạch lưới 15 trận tại Premier League.
Martinez từng đại diện cho Argentina trong các trận đấu quốc tế dành cho lứa tuổi thiếu niên. Anh đã chơi ở cấp độ U-17 và U-20. Anh đã có lần đầu tiên khoác áo đội tuyển Argentina vào năm 2021, giúp đội tuyển quốc gia giành Copa America 2021 và Copa America 2024, giành danh hiệu Găng tay vàng và giữ sạch lưới trong cả hai trận chung kết. Martínez tiếp tục giành chức vô địch FIFA World Cup 2022, khi anh cũng giành được danh hiệu Găng tay Vàng cho màn trình diễn của anh trong giải đấu.

## Sự nghiệp câu lạc bộ
Sinh ra ở Mar del Plata, Martínez bắt đầu sự nghiệp thi đấu cho đội trẻ của Independiente, anh được mời thử việc tại Arsenal ngay sau sinh nhật thứ 17 và ban đầu được đề nghị ký hợp đồng với đội trẻ.

### Arsenal

#### 2010–19: Những lần cho mượn và ra sân ngoài lề
Sau khi gây ấn tượng trong buổi thử việc và được chấp thuận cấp giấy phép lao động, Martinez chính thức được đăng ký là cầu thủ của Arsenal vào tháng 7 năm 2010.

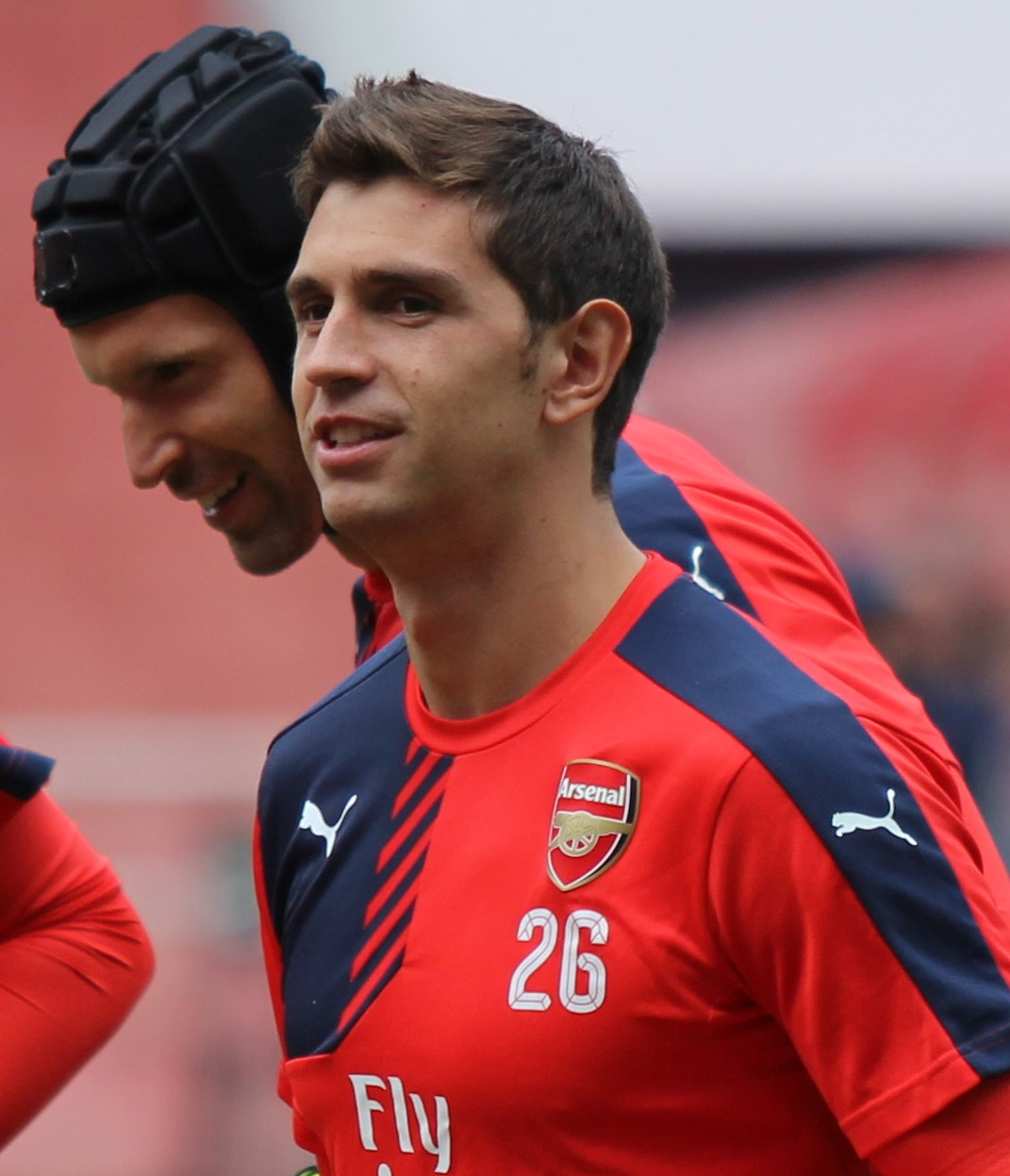
Martínez với Arsenal năm 2015

Sau chấn thương của Ryan Clarke và Wayne Brown, và việc chấm dứt hợp đồng cho mượn của Connor Ripley, Martínez đã được cho Oxford United mượn khẩn cấp, ra mắt tại Football League trong trận đấu cuối cùng của mùa giải với Port Vale ở League Two trên 5 tháng 5 năm 2012; Port Vale thắng 3–0. Cuối năm đó, Martinez được điền tên vào băng ghế dự bị của Arsenal trong trận đấu với Stoke City vào ngày 26 tháng 8 và gặp Liverpool vào ngày 2 tháng 9, để thay thế cho Wojciech Szczęsny bị chấn thương và Łukasz Fabiański, tương ứng. Vào ngày 26 tháng 9, anh có trận ra mắt Arsenal trong chiến thắng 6–1 trên sân nhà trước Coventry City ở vòng 3 League Cup. Anh có trận đấu thứ hai cho Arsenal ở vòng sau trong chiến thắng 7–5 trước Reading. Martínez sau đó chuyển đến câu lạc bộ Championship Sheffield Wednesday với dạng cho mượn khẩn cấp 28 ngày vào ngày 15 tháng 10 năm 2013. Anh ra mắt vào thứ Tư ngày 23 tháng 11, trước đối thủ vùng Yorkshire Huddersfield Town. Hợp đồng mượn của Martínez cuối cùng đã được gia hạn cho đến cuối mùa giải.
Sau khi trở lại Arsenal, Martínez không được sử dụng thay thế khi Arsenal giành được Community Shield vào ngày 10 tháng 8 năm 2014, với chiến thắng 3–0 trước Manchester City tại Sân vận động Wembley. Anh có trận ra mắt tại Champions League ngay sau đó, giúp Arsenal đánh bại Anderlecht 2–1 ở vòng bảng. Sau đó, anh ra mắt Premier League với tư cách là cầu thủ dự bị trong hiệp 2, thay cho Szczęsny bị chấn thương trong trận đấu với Manchester United tại Sân vận động Emirates vào ngày 22 tháng 11. Với chấn thương của thủ môn dự bị David Ospina, Martínez chơi trận thứ hai tại Champions League vào ngày 26 tháng 11, giữ sạch lưới trong chiến thắng 2–0 trước Borussia Dortmund. Màn trình diễn "không mắc lỗi" của anh trong trận đấu đã giúp anh có tên trong Đội hình xuất sắc nhất tuần của UEFA. Anh có trận đấu đầu tiên tại Premier League vào ngày 29 tháng 11 trước West Bromwich Albion, và cũng ra sân trong trận đấu với Southampton bốn ngày sau đó; anh đã giữ sạch lưới hai trận khi Arsenal thắng cả hai trận với tỷ số 1–0.
Vào ngày 20 tháng 3 năm 2015, Martínez gia nhập câu lạc bộ Championship Rotherham United dưới dạng cho mượn khẩn cấp cho đến cuối mùa giải. Anh có trận ra mắt vào ngày hôm sau trước các đối thủ của South Yorkshire Sheffield Wednesday, để thủng lưới hai bàn trong hiệp phụ trong trận thua 3–2 trên sân nhà. Vào ngày 2 tháng 8, Martínez là cầu thủ dự bị không được sử dụng khi tân binh Petr Čech chơi cho Arsenal ở FA Community Shield 2015, chiến thắng 1–0 trước kình địch Chelsea. Vào ngày 11 tháng 8, anh gia nhập đội Championship Wolverhampton Wanderers theo dạng cho mượn kéo dài một mùa giải. Sau 15 lần ra sân trong những tháng đầu tiên của chiến dịch, anh bị chấn thương đùi khiến anh phải nghỉ thi đấu trong vài tháng và không thể lấy lại vị trí xuất phát sau đó. Anh đã trải qua mùa giải 2016–17 tại câu lạc bộ chủ quản của mình, nơi anh đã chơi 5 trận trong suốt chiến dịch, bao gồm cả trận đấu ở Premier League trước West Ham United.
Vào ngày 2 tháng 8 năm 2017, anh gia nhập đội bóng Getafe của La Liga theo dạng cho mượn kéo dài một mùa giải, và vào ngày 23 tháng 1 năm 2019, anh được cho đội bóng Championship Reading mượn cho đến cuối mùa giải. Tại Reading, Martínez ra mắt vào ngày 29 tháng 1 trước Bolton Wanderers, và giành giải cầu thủ xuất sắc nhất trận đấu với Aston Villa vài ngày sau đó.

#### 2019–20: Đột phá và ra đi
Với việc Bernd Leno bị chấn thương rời sân trong hiệp một trận thua của Arsenal trước Brighton & Hove Albion vào ngày 20 tháng 6 năm 2020, Martínez đã vào sân từ băng ghế dự bị để có trận đấu đầu tiên tại Premier League kể từ mùa giải 2016–17. Điều này dẫn đến việc Martínez được coi là thủ môn được lựa chọn đầu tiên trong mùa giải tại câu lạc bộ và được khen ngợi rất nhiều vì chuỗi màn trình diễn xuất sắc, với cựu tiền đạo Arsenal Ian Wright mô tả anh là "chỉ huy" và đã chơi "xuất sắc" trong thời gian kéo dài thời gian của anh trong đội. Vào ngày 1 tháng 8, Martínez được chọn đá chính trong trận Chung kết Cúp FA trong trận đấu với Chelsea, anh đã thực hiện một số pha cứu thua quan trọng để giúp Arsenal giành được FA Cup lần thứ 14; sau khi nâng cao chiếc cúp, anh đã rất xúc động và rơi nước mắt.
Martínez đá chính trong trận đụng độ Community Shield với Liverpool vào ngày 29 tháng 8, trận đấu mà Arsenal thắng trên chấm phạt đền. Sau trận đấu, có nhiều suy đoán rằng Martínez sẽ rời câu lạc bộ khi Bernd Leno trở lại và bản thân cầu thủ này đã tuyên bố rằng anh muốn ở lại câu lạc bộ và trở thành thủ môn số một hoặc ra đi vĩnh viễn. Với sự quan tâm được báo cáo từ một số câu lạc bộ Premier League và nước ngoài, bao gồm cả Aston Villa và Brighton & Hove Albion, Martínez đã bị loại khỏi đội để đối đầu với Fulham vào ngày khai mạc mùa giải.

### Aston Villa
Vào ngày 16 tháng 9 năm 2020, Martínez chuyển đến câu lạc bộ Premier League Aston Villa trong một thỏa thuận trị giá lên tới 20 triệu bảng. Anh đã ký hợp đồng 4 năm. Vào ngày 21 tháng 9, Martínez có trận ra mắt đầu tiên cho Villa, cản phá một quả phạt đền từ John Lundstram trong chiến thắng 1–0 trên sân nhà trước Sheffield United. Trong mùa giải đầu tiên của anh tại Aston Villa, Martínez đã cân bằng kỷ lục câu lạc bộ của Brad Friedel về số lần giữ sạch lưới trong một mùa giải Premier League, với 15. Anh cũng được vinh danh là Cầu thủ xuất sắc nhất mùa giải của CĐV Aston Villa.
Vào ngày 21 tháng 1 năm 2022, Martinez ký hợp đồng gia hạn ba năm, theo đó anh sẽ ký hợp đồng với Villa cho đến cuối mùa giải 2026–27. Vào ngày 27 tháng 7, trước thềm mùa giải mới, Martinez được chỉ định là một trong hai đội phó của Aston Villa, cùng với Diego Carlos. Vào ngày 2 tháng 4 năm 2023, Martínez có trận đấu thứ 100 tại Premier League cho Aston Villa trong chiến thắng 2–0 trước Chelsea. Trận giữ sạch lưới đó là trận thứ 34 của Martínez, phá kỷ lục câu lạc bộ giữ sạch lưới nhiều nhất trong 100 trận đầu tiên của thủ môn – kỷ lục trước đó được lập là 33, bởi cả Mark Bosnich và Brad Friedel.

## Sự nghiệp quốc tế

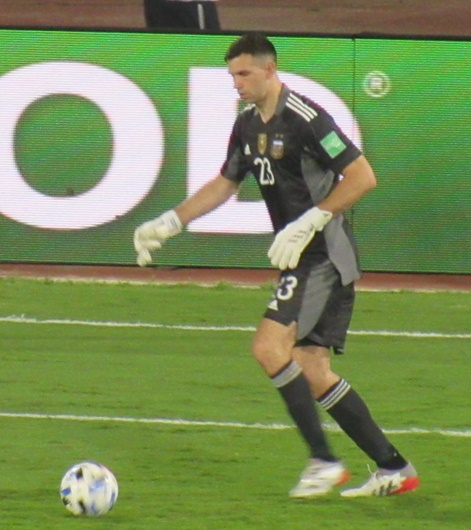
Martínez thi đấu cho Argentina năm 2022

Martínez được triệu tập vào đội tuyển Argentina để thay thế Oscar Ustari đối đầu với Nigeria vào tháng 6 năm 2011. Anh được triệu tập lần thứ hai trong trận đấu với Đức và Ecuador vào ngày 9 và 13 tháng 10 năm 2019; anh là cầu thủ dự bị không được sử dụng trong cả hai trận giao hữu.
Martínez ra mắt quốc tế vào ngày 3 tháng 6 năm 2021, trong trận hòa 1–1 với Chile trong trận đấu tại vòng loại FIFA World Cup 2022. Sau đó, anh ấy đã có trận ra mắt thi đấu tại một giải đấu lớn vào ngày 14 tháng 6, một lần nữa trong trận hòa 1–1 trước cùng một đối thủ trong trận mở màn của Copa América 2021 trên sân Olímpico Nilton Santos ở Brasil. Ở phút thứ 57, anh ấy đã cản phá được quả phạt đền của Arturo Vidal, nhưng anh ấy đã không thể ngăn cản Eduardo Vargas ghi bàn sau pha phản lưới nhà. Vào ngày 6 tháng 7, Martínez cản phá được ba quả phạt đền trong chiến thắng 3–2 ở loạt sút luân lưu cho Argentina trước Colombia trong trận bán kết của giải đấu. Anh tiếp tục kết thúc giải đấu với trận giữ sạch lưới trong chiến thắng 1–0 trước Brasil trong trận chung kết. Martínez cũng đã được trao giải Găng tay vàng của Copa América 2021 với tư cách là thủ môn xuất sắc nhất giải đấu cho những màn trình diễn của anh.
Vào ngày 1 tháng 6 năm 2022, Martínez giữ sạch lưới khi Argentina giành chiến thắng 3–0 trước nhà đương kim vô địch châu Âu Ý trên sân vận động Wembley tại Finalissima 2022. Martínez được đưa vào đội tuyển Argentina tham dự FIFA World Cup 2022 tại Qatar, và chơi tất cả các trận đấu của đội bóng của anh. Anh cản phá được hai quả phạt đền trong loạt sút luân lưu với Hà Lan ở tứ kết, giúp đội của anh lọt vào vòng bốn đội cuối cùng. Trong trận chung kết, Martínez đã cản phá được cú sút 1 chọi 1 của Randal Kolo Muani ở phút cuối cùng của hiệp phụ để buộc trận đấu phải bước vào loạt sút luân lưu. Sau đó, anh đã cản phá được quả phạt đền của Kingsley Coman trong loạt sút luân lưu, giúp Argentina vô địch giải đấu với chiến thắng 4–2 trong loạt luân lưu sau khi trận đấu kết thúc với tỷ số hòa 3–3 sau hiệp phụ. Anh ấy đã giành được giải thưởng Găng tay vàng cho màn trình diễn của mình trong cả giải đấu. Martínez cũng giành giải Thủ môn nam xuất sắc nhất năm 2022 của FIFA.
Martinez gây tranh cãi sau khi giành được Găng tay vàng trong lễ trao giải FIFA World Cup 2022; anh ấy đặt chiếc cúp vào háng và chỉ về phía khán giả, sau đó vẫy nó một cách dứt khoát trong không trung. Nó đã tạo ra một sự khuấy động, và một số phương tiện truyền thông đưa tin rằng anh ta đã có một cử chỉ khiếm nhã. Phát biểu về điều này, Martinez cho biết anh đã thực hiện động tác này ở Qatar do bị các cổ động viên Pháp la ó. Anh ấy cũng dẫn đầu một nhóm các cầu thủ Argentina tại phòng thay đồ để chế nhạo cầu thủ người Pháp Kylian Mbappé. Trong lễ kỷ niệm ở Buenos Aires, người hâm mộ đã tặng anh một con búp bê có khuôn mặt của Mbappé. Một số hãng truyền thông quốc tế đã chỉ trích anh ấy vì những hành động này, và nhiều người buộc tội anh ấy thiếu tinh thần thể thao.

## Đời tư
Anh ấy có biệt danh là "Dibu" (viết tắt của Dibujo, tiếng Tây Ban Nha có nghĩa là Vẽ), theo tên một nhân vật hoạt hình trong telenovela của Argentina Mi familia es un dibujo. Martinez được cựu thủ môn và huấn luyện viên thủ môn Miguel Angel Santoro đặt cho biệt danh khi còn là một cầu thủ trẻ tại Club Atlético Independiente, vào thời điểm mà bộ truyện này rất nổi tiếng. Martínez đã ký hợp đồng tài trợ với Puma vào năm 2018.
Martínez đã kết hôn với Amanda "Mandinha" (nhũ danh Gama) từ năm 2017. Cặp đôi có một con trai Santi và một con gái Ava. Vào ngày 22 tháng 12 năm 2022, sau khi cùng đội tuyển quốc gia vô địch FIFA World Cup 2022, Emiliano Martínez đã được chào đón nồng nhiệt tại khu nghỉ dưỡng Las Toscas, ở thành phố quê hương Mar del Plata của anh. Theo báo chí địa phương, có hơn 150.000 người tham dự, cả người dân địa phương và khách du lịch.

## Thống kê sự nghiệp

### Câu lạc bộ
Tính đến ngày 13 tháng 5 năm 2024
| Câu lạc bộ                     | Mùa giải            | Giải vô địch        | Giải vô địch | Giải vô địch | Cúp quốc gia | Cúp quốc gia | Cúp liên đoàn | Cúp liên đoàn | Châu Âu | Châu Âu | Khác | Khác | Tổng cộng | Tổng cộng |
| Câu lạc bộ                     | Mùa giải            | Hạng đấu            | Trận         | Bàn          | Trận         | Bàn          | Trận          | Bàn           | Trận    | Bàn     | Trận | Bàn  | Trận      | Bàn       |
| ------------------------------ | ------------------- | ------------------- | ------------ | ------------ | ------------ | ------------ | ------------- | ------------- | ------- | ------- | ---- | ---- | --------- | --------- |
| Arsenal                        | 2011–12             | Premier League      | 0            | 0            | 0            | 0            | 0             | 0             | 0       | 0       | —    | —    | 0         | 0         |
| Arsenal                        | 2012–13             | Premier League      | 0            | 0            | 0            | 0            | 2             | 0             | 0       | 0       | —    | —    | 2         | 0         |
| Arsenal                        | 2013–14             | Premier League      | 0            | 0            | 0            | 0            | 0             | 0             | 0       | 0       | —    | —    | 0         | 0         |
| Arsenal                        | 2014–15             | Premier League      | 4            | 0            | 0            | 0            | 0             | 0             | 2       | 0       | 0    | 0    | 6         | 0         |
| Arsenal                        | 2015–16             | Premier League      | 0            | 0            | 0            | 0            | 0             | 0             | 0       | 0       | 0    | 0    | 0         | 0         |
| Arsenal                        | 2016–17             | Premier League      | 2            | 0            | 0            | 0            | 3             | 0             | 0       | 0       | —    | —    | 5         | 0         |
| Arsenal                        | 2017–18             | Premier League      | 0            | 0            | 0            | 0            | 0             | 0             | 0       | 0       | 0    | 0    | 0         | 0         |
| Arsenal                        | 2018–19             | Premier League      | 0            | 0            | 0            | 0            | 0             | 0             | 1       | 0       | —    | —    | 1         | 0         |
| Arsenal                        | 2019–20             | Premier League      | 9            | 0            | 6            | 0            | 2             | 0             | 6       | 0       | —    | —    | 23        | 0         |
| Arsenal                        | 2020–21             | Premier League      | 0            | 0            | —            | —            | —             | —             | —       | —       | 1    | 0    | 1         | 0         |
| Arsenal                        | Tổng cộng           | Tổng cộng           | 15           | 0            | 6            | 0            | 7             | 0             | 9       | 0       | 1    | 0    | 38        | 0         |
| Oxford United (mượn)           | 2011–12             | League Two          | 1            | 0            | 0            | 0            | 0             | 0             | —       | —       | 0    | 0    | 1         | 0         |
| Sheffield Wednesday (mượn)     | 2013–14             | Championship        | 11           | 0            | 4            | 0            | 0             | 0             | —       | —       | —    | —    | 15        | 0         |
| Rotherham United (mượn)        | 2014–15             | Championship        | 8            | 0            | 0            | 0            | 0             | 0             | —       | —       | —    | —    | 8         | 0         |
| Wolverhampton Wanderers (mượn) | 2015–16             | Championship        | 13           | 0            | 0            | 0            | 2             | 0             | —       | —       | —    | —    | 15        | 0         |
| Getafe (mượn)                  | 2017–18             | La Liga             | 5            | 0            | 2            | 0            | —             | —             | —       | —       | —    | —    | 7         | 0         |
| Reading (mượn)                 | 2018–19             | Championship        | 18           | 0            | 0            | 0            | 0             | 0             | —       | —       | —    | —    | 18        | 0         |
| Aston Villa                    | 2020–21             | Premier League      | 38           | 0            | 0            | 0            | 0             | 0             | —       | —       | —    | —    | 38        | 0         |
| Aston Villa                    | 2021–22             | Premier League      | 36           | 0            | 1            | 0            | 0             | 0             | —       | —       | —    | —    | 37        | 0         |
| Aston Villa                    | 2022–23             | Premier League      | 36           | 0            | 0            | 0            | 1             | 0             | —       | —       | —    | —    | 37        | 0         |
| Aston Villa                    | 2023–24             | Premier League      | 34           | 0            | 3            | 0            | 0             | 0             | 10      | 0       | —    | —    | 47        | 0         |
| Aston Villa                    | 2024–25             | Premier League      | 4            | 0            | 0            | 0            | 0             | 0             | 1       | 0       | —    | —    | 5         | 0         |
| Aston Villa                    | Tổng cộng           | Tổng cộng           | 144          | 0            | 4            | 0            | 1             | 0             | 10      | 0       | —    | —    | 159       | 0         |
| Tổng cộng sự nghiệp            | Tổng cộng sự nghiệp | Tổng cộng sự nghiệp | 215          | 0            | 16           | 0            | 10            | 0             | 19      | 0       | 1    | 0    | 261       | 0         |

1. ↑  Bao gồm FA Cup, Copa del Rey
2. ↑  Bao gồm EFL Cup
3. 1 2  Ra sân tại UEFA Champions League
4. 1 2  Ra sân tại UEFA Europa League
5. ↑  Ra sân tại FA Community Shield
6. ↑  Ra sân tại UEFA Europa Conference League

### Quốc tế
Tính đến ngày 14 tháng 7 năm 2024
| Đội tuyển quốc gia | Năm       | Trận | Bàn |
| ------------------ | --------- | ---- | --- |
| Argentina          | 2021      | 14   | 0   |
| Argentina          | 2022      | 12   | 0   |
| Argentina          | 2023      | 10   | 0   |
| Argentina          | 2024      | 9    | 0   |
| Tổng cộng          | Tổng cộng | 45   | 0   |

## Danh hiệu

### Câu lạc bộ

#### Arsenal
- FA Cup: 2019–20[91]
- FA Community Shield: 2014,[92] 2015,[93] 2020[94]

### Quốc tế
- FIFA World Cup: 2022[63]
- Copa América: 2021,[56] 2024[56]
- CONMEBOL–UEFA Cup of Champions: 2022[95]

### Cá nhân
- The Best FIFA Goalkeeper: 2022[96]
- Găng tay Vàng FIFA World Cup: 2022[64]
- Găng tay Vàng Copa América: 2021[97]
- Cầu thủ của mùa giải Aston Villa: 2020–21[98]
- Đội hình tiêu biểu Copa América: 2021[99]